# سید جواد ساداتی‌نژاد
سیّد جواد ساداتی‌نژاد (زادهٔ ۱ تیر ۱۳۵۱) سیاستمدار اصولگرای اهل ایران است که در دولت سیزدهم از سال ۱۴۰۰ تا ۱۴۰۲ سمت وزیر جهاد کشاورزی را برعهده داشت.
او در دوره‌های دهم و یازدهم مجلس شورای اسلامی به عنوان نمایندهٔ کاشان و آران و بیدگل حضور داشت. وی از سال ۱۳۹۹ تا ۱۴۰۰ در دورهٔ یازدهم مجلس، رئیس کمیسیون کشاورزی، آب و منابع طبیعی مجلس شورای اسلامی بود.
پس از استعفای ساداتی‌نژاد از سمت وزارت جهاد کشاورزی، غلامحسین محسنی اژه‌ای، رئیس قوه قضائیه، علّت استعفای او را از این سمت، به فساد مالی مربوط شرکت چای دبش مرتبط دانست. او در این پرونده به سه سال حبس محکوم شد.

## زندگی
سید جواد ساداتی‌نژاد در تیرماه ۱۳۵۱ در سفیدشهر زاده شد. وی در رشته علوم تجربی در دبیرستان امام خمینی کاشان تحصیل کرد. سپس تحصیلاتش را در رشته کشاورزی در دانشگاه مازندران ادامه داد و پس از اخذ مدرک کارشناسی، راهی دانشگاه تربیت مدرس شد و آنجا فوق لیسانس خود را گرفت و سپس به مسکو رفت تا در این دانشگاه، در رشته هیدرولیک و هیدرولوژی دکترای خود را دریافت کند. او در دورهٔ دانشجویی، اتحادیه انجمن‌های اسلامی دانشجویان اروپای شرقی را راه‌اندازی کرد و در سال ۱۳۸۱، به ریاست آن رسید. او یک سال بعد به ایران بازگشت و در سمت معاونت دانشجویی و فرهنگی دانشگاه کاشان، مشغول به کار شد. ساداتی‌نژاد سپس به ریاست این دانشگاه منصوب شد و پنجاه ماه در دولت محمود احمدی‌نژاد، رئیس دانشگاه کاشان بود. ساداتی‌نژاد در اواخر دولت احمدی‌نژاد، به حکم وزیر وقت علوم و بدون حتی یک روز سابقهٔ نمایندگی مجلس و بدون سابقهٔ تحصیلات حقوقی، به معاونت حقوقی و امور مجلس وزیر علوم منصوب شد. او که پیش از این ریاست دانشگاه کاشان را برعهده داشت، در ابتدای دولت حسن روحانی به دانشگاه تهران رفت تا مسئولیت معاونت اداری-مالی دانشگاه را برعهده بگیرد. سپس وی به کاشان برگشت تا در انتخابات مجلس شرکت کند. او با رد صلاحیت اصلی‌ترین رقبایش در کاشان، توانست به مجلس دهم راه یابد.

## مسئولیت‌ها

### نمایندگی مجلس شورای اسلامی
سید جواد ساداتی‌نژاد در دوره‌های دهم و یازدهم مجلس شورای اسلامی از سال ۱۳۹۵ تا ۱۴۰۰ به عنوان نمایندهٔ حوزه انتخابیه کاشان و آران و بیدگل از استان اصفهان فعالیت می‌کرد و در دورهٔ یازدهم به مدّت یک سال، از سال ۱۳۹۹ تا ۱۴۰۰ سمت رئیس کمیسیون کشاورزی، آب و منابع طبیعی مجلس شورای اسلامی را برعهده داشت.
او با کسب ۸۸ هزار و ۹۴۶ رأی از مجموع ۱۱۹ هزار رأی معادل ۶۵٫۶ درصد آرای مأخوذه، توانست از حوزه انتخابیه کاشان و آران و بیدگل به دوره یازدهم مجلس شورای اسلامی راه پیدا کند.

### وزارت جهاد کشاورزی
نام سید جواد ساداتی‌نژاد در ۲۰ مردادماه ۱۴۰۰ به عنوان وزیر پیشنهادی وزارت جهاد کشاورزی در دولت سیزدهم توسط سید ابراهیم رئیسی برای اخذ رأی اعتماد از سوی نمایندگان به مجلس شورای اسلامی داده شد که در ۳ شهریورماه ۱۴۰۰ با ۲۵۳ رأی موافق، ۲۷ رأی مخالف و ۴ رأی ممتنع به عنوان وزیر جهاد کشاورزی انتخاب شد.
او در ۲۲ فروردین‌ماه سال ۱۴۰۲ از سمت وزیر جهاد کشاورزی استعفا داد.

## اتهامات فساد
از پرونده‌های فساد در دوران وزارت ساداتی‌نژاد پروندهٔ فساد واردات غیرواقعی (صوری) ۵۰۰ هزار تن نهاده دامی (خوراک دام) در سال ۱۴۰۱ بود. این اقدام توسط شرکتی به نام شرکت آریو تجارت سهیل که به‌صورت سفارشی ارز لازم برای واردات نهاده دامی را دریافت کرده بود، صورت گرفته است. سازمان بازرسی کل کشور در این باره گفته است که مردم ۱۱۰۰ میلیارد تومان معادل ۵۰۰ هزار تن نهاده دامی از یک شرکت از طریق سامانه بازرگاه خریداری کرده‌اند، در حالی که نهاده‌ای وارد ایران نشده بود. رئیس سازمان بازرسی کل کشور در این باره گزارشی ارائه کرد و گفت:
اخیراً تعدادی از اتحادیه‌ها و کشاورزان به ما اعلام داشتند که نسبت به خرید نهاده‌های دامی در سامانه بازارگاه اقدام کرده‌اند؛ امّا نهاده در اختیار آنان قرار نگرفته است. موضوع پیگیری و مشخص شد که سازمان تعاون روستایی در تاریخ ۱۰ فروردین ۱۴۰۱ قراردادی با یک شرکت خصوصی منعقد کرده است که ۱۳ میلیون و ۷۰۰ هزار تن نهاده دامی، گندم، جو و روغن برای آن‌ها تأمین کند. واردکنندگان نهاده‌های دامی به‌طور معمول وقتی محصول خود را به بنادر کشور وارد می‌کنند، برای آن‌ها کوتاژ صادر می‌شود تا بتوانند سایر تشریفات را انجام دهند، امّا برای این شرکت (بدون اینکه نهاده‌ای وارد شود) کوتاژ صوری صادر شد و همچنین اجازه داده شد که این کوتاژ در سامانه ثبت شود. بر این اساس ۸۰۰ هزار تن نهاده در سامانه بازارگاه به مردم، کشاورزان و اتحادیه‌ها ارائه شده است و مردم ۱۱۰۰ میلیارد تومان معادل ۵۰۰ هزار تن نهاده خریداری کرده‌اند، در حالی که نهاده‌ای وارد کشور نشده است و ۴۰ روز است که از مردم پول دریافت شده است. صدور کوتاژ صوری، ثبت آن کوتاژ در سامانه که در اختیار جهاد کشاورزی است، عدم واردات نهاده با وجود فروش نهاده از جمله تخلفاتی هست که در این ارتباط انجام شده است و مردم بر این اساس به حساب این شرکت خصوصی واریز داشته‌اند. برخی از مسئولان وزارت جهاد کشاورزی به بانک مرکزی نامه زده‌اند که ۷۳۵ میلیون دلار در اختیار این شرکت گذاشته شود و در این گزارش قید شده است که نهاده‌ها به کشور وارد شده است، در حالی که این نهاده‌ها وارد نشده بود و گزارش ارائه‌شده منطبق با واقعیت نیست. وقتی می‌بینند که این شرکت نمی‌تواند به تعهدات خود برای واردات عمل کند، ۴۹ درصد سهام این شرکت خصوصی را به سازمان تعاون روستایی منتقل می‌کنند، در حالی که بر اساس قانون بخش‌های دولتی نمی‌توانند هبه‌ای قبول کنند، عواقب این کار آن است که اگر این شرکت به تعهدات خود عمل نکند، حداقل دولت باید ۵۰ درصد خسارت را جبران کند.
شرکت واردکننده نهاده‌های دامی در حالی برای عرضه کالای خود در سامانه بازارگاه، کوتاژ جعلی ثبت کرده است که گزارش گمرک نشان می‌دهد که این کوتاژ اصلاً در سامانه گمرک ثبت نشده، بلکه با توجه به قابل رصد نبودن سامانه بازارگاه که در انحصار وزارت جهاد کشاورزی قرار دارد، شرکت با ثبت دستی و اعلام این کوتاژها موجب جذب متقاضی برای خرید نهاده شده، در حالی که کالایی در میان نبوده و وارد نشده است.
«پرونده نهاده‌های دامی و فروش ۱۱۰۰ میلیارد نهاده دامی با کوتاژ صوری»، «پرونده فساد ۳٫۴ میلیارد دلاری چای دبش» و «پرونده انتصابات فامیلی در وزارت جهاد کشاورزی»، سه پرونده‌ای بود که منجر به اخراج ساداتی‌نژاد از دولت شد، هرچند دولت رئیسی سعی کرد با اطلاعات گمراه کننده، موضوع برکناری او را بی‌ارتباط با فسادهای عنوان شده جلوه دهد، ولی محسنی اژه‌ای، رئیس قوه قضائیه، رسماً اعلام کرد که ساداتی‌نژاد به دلیل فساد نهاده‌های دامی استعفا داده است.
پس از افشای فساد چای دبش و مطرح شدن فساد و سوءمدیریت ساداتی‌نژاد در دوران وزارت جهاد کشاورزی، غلامرضا نوری قزلجه، عضو کمیسیون کشاورزی مجلس گفت که وی پیرامون پروندهٔ نهاده‌های دامی دارای پرونده در دستگاه قضایی است که نتیجهٔ آن روشن نیست.